# Lista de monarcas do Reino Arménio da Cilícia

Mapa histórico do Reino Arménio da Cilícia

Esta é uma lista de monarcas do Reino Arménio da Cilícia, um estado da Idade Média, formado por refugiados arménios das invasões dos turcos seljúcidas à Arménia. Ao contrário do Reino da Arménia da antiguidade clássica, localizava-se ao redor do golfo de Alexandreta do mar Mediterrâneo, no actual sul da Turquia, não na actual República da Arménia.
O estado foi fundado como um principado pela dinastia dos Rubênidas, um ramo dos bagrátidas da Armênia. Com o advento da Primeira Cruzada em 1096-1099 a percorrer a Anatólia, os arménios ganharam poderosos aliados cristãos que, em 1198, reconheceram o seu estado como reino.
Com a morte da última monarca rubênida em 1252, Isabel da Arménia, o seu marido Hetum I passou a reinar sozinho, originando a dinastia dos hetúmidas. Em 1341, com o assassinato de Leão V, o seu primo Guido de Lusinhão foi eleito para o trono e tomou o nome de Constantino II, iniciando a Casa de Lusinhão na Cilícia.
O reino foi perdido para os mamelucos durante o reinado de Leão VI. Até 1485, os Lusinhão limitaram-se a ser pretendentes ao trono, até que Carlota do Chipre cedeu o trono à Casa de Saboia, que usaria o título até cerca de 1861.

## Dinastia rubênida

Brasão de armas de Leão II da Arménia, o Grande, com base em um dos seus sinetes

- 1080-1095 - Ruben I, senhor de Bartzeberd
- 1095-1102 - Constantino I, senhor de Bartzeberd e Vahka, filho do anterior
- 1102-1129 - Teodoro I, filho do anterior. Para marcar a sua independência do Império Bizantino e controlar a parte montanhosa da Cilícia, Teodoro tomou o título de Princeps de montibus (Príncipe das Montanhas).
- 1129 - Constantino II, filho do anterior
- 1129-1140 - Leão I, irmão de Teodoro I
- 1140-1168 - Teodoro II, filho do anterior

casado com Isabel de Courtenay, filha de Joscelino II de Edessa
- 1168-1169 - Ruben II, filho do anterior
- 1169-1174 - Melias, terceiro filho de Leão I, meio-irmão de Teodoro II
- 1174-1187 - Ruben III,  filho de Estêvão (m. 1165), o segundo filho de Leão I

casado com Isabel, filha de Onofre III de Toron
- 1187-1219 - Leão II, o Grande. Em 1198 o príncipe Leão II foi elevado à dignidade de rei da Arménia, reconhecido pelo imperador do Sacro Império Romano-Germânico Henrique VI e pelo papa Celestino III, e intitulando-se Rei Leão I da Arménia.[2][5]

casado em primeiras núpcias com Isabel da Áustria
casado em segundas núpcias com Sibila de Lusinhão, filha de Amalrico II de Jerusalém.
- 1219-1252 - Isabel (ou Zabel), filha do anterior

casada em primeiras núpcias em 1222 com Filipe de Antioquia, envenenado em 1225 pelo pai de Hetum I
casada em segundas núpcias em 1226 com Hetum I

## Dinastia dos hetúmidas
- 1226-1269 - Hetum I, segundo marido de Isabel, que passou a governar sozinho em 1252 após a morte da rainha
- 1269-1289 - Leão III, filho de Hetum I

casado com Keran de Lampron
- 1289-1293 - Hetum II (primeiro reinado), filho do anterior, abdicou a favor do seu irmão Teodoro III (Toros)

casado com Helvis de Lusinhão, filha de Hugo III do Chipre
- 1293-1298 - Teodoro III, irmão do anterior, em 1295 pediu a Hetum II para partilhar com ele o trono

casado com Margarida de Lusinhão, filha de Hugo III do Chipre
- 1295-1296 - Hetum II (segundo reinado), destronado pelo irmão Sempad
- 1296-1298 - Simbácio, irmão do anterior, usurpador
- 1298-1299 - Constantino III (primeiro reinado), irmão do anterior
- 1299-1303 - Hetum II (terceiro reinado), abdicou a favor de Leão IV, mantendo o título de regente
- 1303-1307 - Leão IV (reinando em conjunto com Hetum II), filho de Teodoro III

casado com Maria de Lusinhão, filha de Amalrico II de Chipre
- 1307 - Constantino III (segundo reinado)
- 1307-1320 - Oshin, irmão do anterior

casado em primeiras núpcias com Isabel de Corícia
casado em segundas núpcias com Isabel de Lusinhão, filha de Hugo III do Chipre
casado em terceiras núpcias com Joana, filha de Filipe I de Taranto
- 1320-1341 - Leão V, filho do anterior com Isabel de Corícia

1320-1329 - regência de Oshin de Corícia
casado em primeiras núpcias com Alice de Corícia
casado em segundas núpcias com Constança, filha de Frederico III da Sicília
- Armênia passou em seguida para os Lusinhão.

## Dinastia de Lusinhão

Brasão de armas dos reis da Arménia da dinastia de Lusinhão, uma combinação dos elementos dos reinos da Cilícia, Jerusalém e Chipre

- 1341-1344 - Constantino IV, filho de Amalrico II de Chipre com Isabel da Arménia e de Tiro, filha de Leão III
- 1344-1363 - Constantino V, primo do anterior, descendente de um irmão de Hetum I, portanto pertencente também à casa dos hetúmidas

casado em 1342 com Maria de Corícia, cunhada de Leão V
- 1363-1373 - Constantino VI, primo direito do anterior, portanto pertencente também à casa dos hetúmidas
- 1373-1393 - Leão VI, filho de João de Lusinhão, sobrinho de Constantino IV

casado em 1369 com Margarida de Soissons
Em 1375 os mamelucos invadiram a Cilícia e conquistaram a capital Sis, dissolvendo o Reino Arménio da Cilícia. O título de Rei da Arménia passou a ser puramente nominal e, com a morte de Leão VI, passou para os reis de Chipre.

## Pretendentes ao trono da Arménia
- 1393-1398 - Jaime I do Chipre, primo de Leão VI.
- 1398-1432 - Januário do Chipre
- 1432-1458 - João II de Chipre
- 1458-1464 - Carlota de Chipre que casou com o português João de Coimbra, Príncipe de Antioquia.

Carlota foi deposta do Chipre em 1464. Quando morreu em 1485, sem descendência, o seu título arménio passou para os descendentes da Casa de Saboia.